# Алі Ардашир Ларіджані
Алі Ардашир Амол Ларіджані (перс. علی اردشیر لاریجانی; нар. 1958, Ен-Наджаф) — іранський політичний діяч, спікер Ісламської консультативної ради (з 28 травня 2008 року). Секретар Вищої ради національної безпеки Ірану з 14 серпня 2005 по 20 жовтня 2007 року. Був представником Верховного лідера Ірану, аятоли Хаменеї в Раді. Відповідав за переговори з основних питань національної безпеки, в тому числі щодо ядерної програми.

## Біографія
Алі Ларіджані народився 3 червня 1958 року в Ен-Наджафі, Ірак, де працював його батько аятолла Хашемі Мірза Амолі, після того як був засланий шахом Мохаммедом Резою. Вони переїхали до Ірану після революції в 1979 році.
Багато родичів Ларіджані є видатними політиками, їхню сім'ю на політичній арені Ірану часто називають «Іракською групою», куди, крім самого Алі, входять: його зять аятолла Мортеза Мотаххарі, його брат, член Ради охоронців конституції Садик Ларіджані, а з серпня 2009 р. — глава судової системи Ірану, інший брат, Мохаммад Джавад Ларіджані, брати Багер і Фазель Ларіджані, а також Ахмад Таваколі колишній депутат Меджлісу, двоюрідний брат Ларіджані.
У 1980 році Ларіджані закінчив технологічний університет «Шаріф» (Тегеран) за фахом математика та інформатика. Має докторський ступінь з філософії, отриманий в університеті Тегерана, написав книгу про німецького філософа Імануїла Канта.
Ларіджані був одним з кандидатів на виборах Президента Ірану, де він посів шосте місце, набравши 5,94% голосів. Він вважався одним з найбільш серйозних кандидатів від Консервативного альянсу на виборах президента, але за популярністю помітно поступався Махмуду Ахмадінежаду.
У 80-х очолював Корпус вартових Ісламської революції. Під час президентства Хашемі Рафсанджані займав посаду міністра культури та ісламської орієнтації. З 1994 по 2004 рік був президентом «Голосу Ісламської Республіки Іран» -— національної телерадіомовної компанії; був міністром культури Ірану при президенті Рафсанджані. У 2005 — 2007 роках на посаді секретаря Верховної ради національної безпеки Ірану був ключовим учасником переговорів щодо ядерної програми Ірану. В ході своєї участі в переговорах отримавши широку популярність в країні і світі, Ларіджані не хотів йти на поступки з питань ядерних технологій і критикував свого попередника, Хасана Рухані за надмірні послаблення. Однак згодом в ході своєї діяльності здобув репутацію політика-прагматика і деякі експерти вважали його кращим партнером по переговорах, ніж Ахмадінежада. В 2008 і 2012 роках обирався в парламент депутатом від Кума.
Протягом 2008 — 2014 років Ларіджані три рази обирався на посаду спікера Ісламської консультативної ради, іранського парламенту (меджлісу). Під час другого президентського терміну Махмуда Ахмадінежада між Ларіджані і президентом виник конфлікт з приводу ролі останнього в управлінні державою. Парламент погрожував президенту імпічментом, відправив у відставку одного з міністрів кабінету Ахмадінежада, а той в свою чергу звинувачував спікера меджлісу в корупції. Після того, як президентом Ірану став реформатор Хасан Рухані, Ларіджані знову був одним з головних критиків його ініціатив. Так, парламент кілька разів відмовився голосувати за кандидата на пост міністра освіти висунутого президентом.
У 2014 році оголосив про створення власної партії «Рахрован-є Вілайат». Деякі політичні експерти розцінили цей крок як свідчення про великі політичні амбіції Ларіджані.

## Особисте життя
Алі Ларіджані, будучи одруженим з Фаріде Мутаххарі, є зятем покійного аятоли Муртази Мутаххарі (1919 — 1979), видатного діяча ісламської революції в Ірані. У шлюбі у них народилося двоє синів: Мортеза (нар. 1984) і Мохаммед Реза (нар. 1989) та дві дочки: Фатіма (нар. 1980) і Сара (нар. 1983).